# Карсон (округ)
Округ Карсон (англ. Carson County) расположен в штате Техас, США. Входит в состав агломерации Амарилло, куда входят ещё три округа: Армстронг, Поттер и Рандолл. Окружным центром является город Панхандл. Округ назван в честь первого государственного секретаря Республики Техас Сэмюэла Карсона. По состоянию на 2000 год численность населения составляла 6516 человек. 

## География
По данным Бюро переписи США, общая площадь округа составляет 2393 км², из которых 2391 км² суша и 2 км² или 0,1 % это водоёмы.

### Соседние округа
- Армстронг (юг)
- Грей (восток)
- Мур (северо-запад)
- Поттер (запад)
- Робертс (северо-восток)
- Хатчинсон (север)

## Демография
По данным переписи населения 2000 года в округе проживало 6516 жителей, в составе 2470 хозяйств и 1884 семей. Плотность населения была 3 чел./км². Насчитывалось 2815 жилых домов, при плотности покрытия 1 постройка на км². 
По расовому составу население состояло из 93,82 % белых, 0,58 % чёрных или афроамериканцев, 1 % коренных американцев, 0,14 % азиатов, 0,02 % коренных гавайцев или других жителей Океании, 3,04 % прочих рас, и 1,41 % представители двух или более рас. 7,03 % населения являлись испано- или латиноамериканцами.
Из 2470 хозяйств 35,8 % воспитывали детей возрастом до 18 лет, 65,3 % супружеских пар живших вместе, в 8,1 % семей женщины проживали без мужей, 23,7 % не имели семей. На момент переписи 22,3 % от общего количества жили самостоятельно, 11,3 % одинокие старики в возрасте от 65 лет и старше. В среднем на каждое хозяйство приходилось 2,6 человека, среднестатистический размер семьи составлял 3,04 человека.
Показатели по возрастным категориям в округе были следующие: 27,9 % жители до 18 лет, 6,2 % от 18 до 24 лет, 26,3 % от 25 до 44 лет, 23,9 % от 45 до 64 лет, и 15,7 % старше 65 лет. Средний возраст составлял 39 лет. На каждых 100 женщин приходилось 95,8 мужчин. На каждых 100 женщин в возрасте 18 лет и старше приходилось 92,2 мужчины.
Средний доход на хозяйство в округе составлял 40 285 долларов, на семью — 47 147 долларов. Среднестатистический заработок мужчины был 34 271 долларов против 23 325 долларов для женщины. Доход на душу населения в округе был 19 368 долларов. Около 5,4 % семей и 7,3 % общего населения зарабатывало ниже прожиточного минимума. Среди них было 8,9 % тех кому ещё не исполнилось 18 лет, и 9,4 % тех кому было уже больше 65 лет.

## Политическая ориентация
На президентских выборах 2008 года Джон Маккейн получил 85,5 % голосов избирателей против 13,62 % у демократа Барака Обамы.
В Техасской палате представителей округ Карсон числится в составе 87-го района. С 1990 года интересы округа представляет республиканец Дэвид Суинфорд из Думаса.

## Населённые пункты

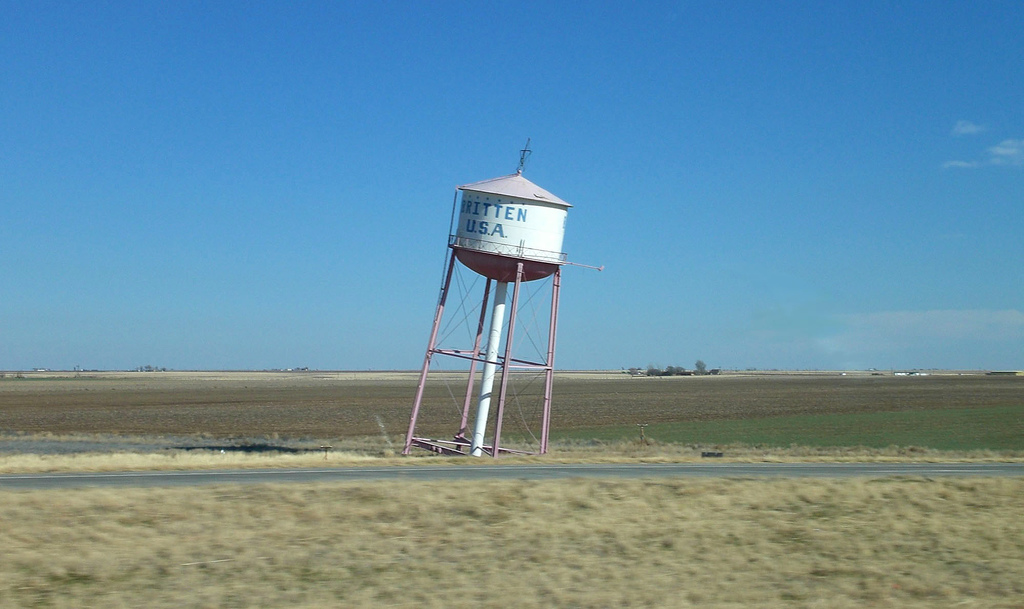
Водонапорная башня в окрестностях города Грум. Типичный ландшафт округа

- Грум
- Панхандл
- Скеллитаун
- Уайт-Дир

## Образование
Образовательную систему округа составляют следующие учреждения:
- школьный округ Грум[4];
- школьный округ Панхандл[5];
- школьный округ Уайт-Дир[6].